# Stenolpium mediocre
Stenolpium mediocre är en spindeldjursart som beskrevs av Beier 1959. Stenolpium mediocre ingår i släktet Stenolpium och familjen Olpiidae. Inga underarter finns listade i Catalogue of Life.